# Odisha Crafts Museum

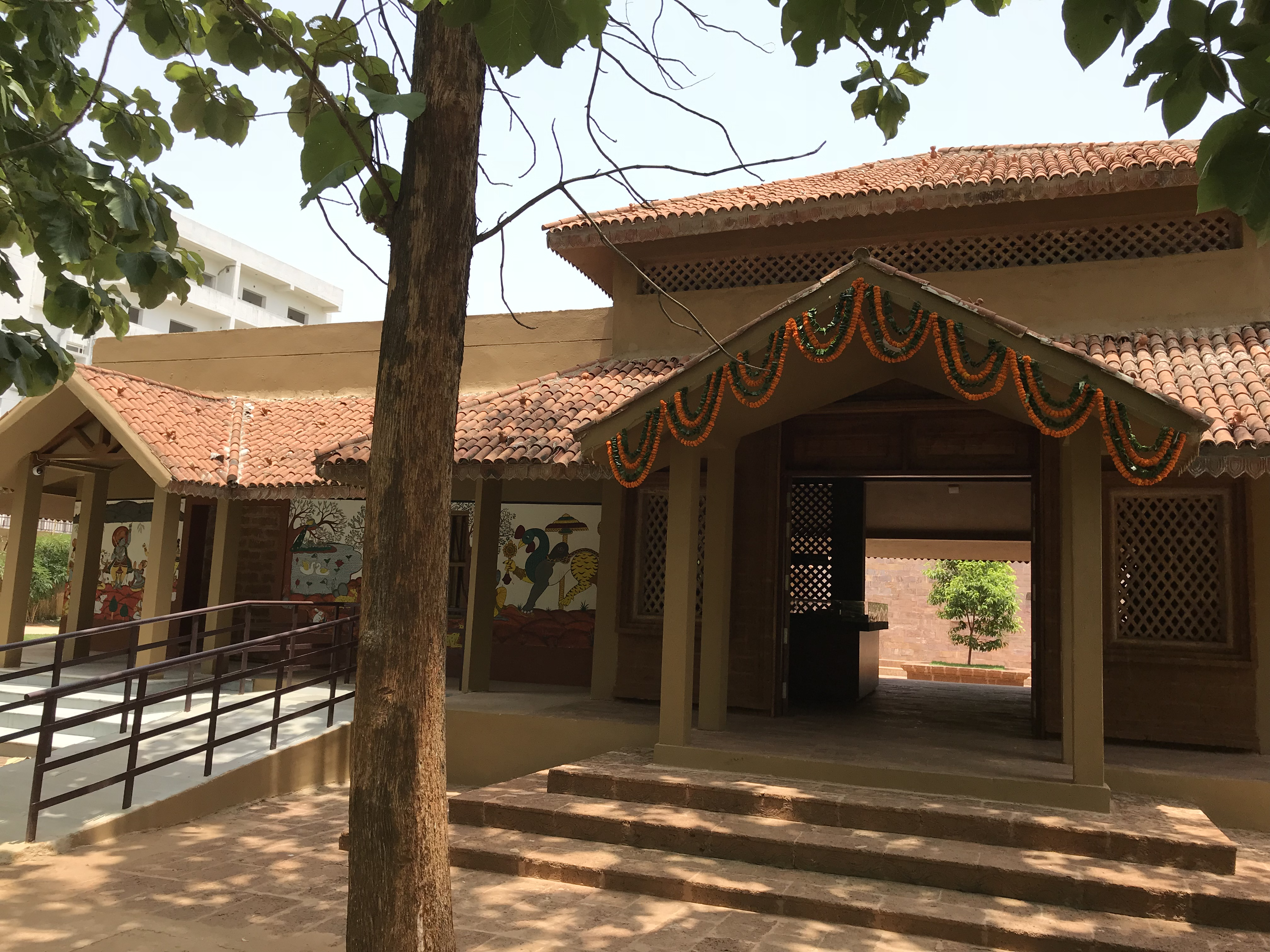
Der Museumseingang

Das Odisha Crafts Museum, auch Kala Bhoomi genannt, ist ein Museum in Bhubaneswar, das sich der Sammlung und Präsentation der verschiedenen Arten Handwerkskunst aus dem indischen Staat Odisha widmet. Es wurde im März 2018 von Chief Minister Naveen Patnaik eingeweiht.

## Architektur
Die Gebäude des Odisha Crafts Museums sind im Stil traditioneller Hütten errichtet, die Wände sind mit Gemälden verziert, auf den Dächern der Gebäude sitzen Tonfiguren, die aus dem gleichen Ton wie die Ziegel geformt sind. Die Anlage ist ein Replika eines Hofes im Stil von Odisha, die Hauptgebäude sind, wie bei dieser Art Gebäude üblich, durch einen Innenhof verbunden. Ein Gebäude ist der Handarbeit gewidmet, ein zweites nicht-textiler Handwerkskunst. Rund um die Gebäude sind Bäume gepflanzt. Neben den Ausstellungsgebäuden gibt es auf dem Gelände noch ein Amphitheater für kulturelle Vorführungen, einen Souvenirshop und einen Bereich für Workshops, sowie eine Cafeteria.

## Sammlung
Die Sammlung des Museums wird in acht Räumen ausgestellt. Sie besteht aus Bildhauerarbeiten in Stein, Holzschnitzereien, Radierungen auf Palmblättern, bemalten Figurinen, Töpferarbeiten, Pattachitra (einer Form erzählender Malerei), Metallarbeiten, Silberfiligran, Werkstücken aus Naturmaterialien wie Bambus oder Reisstroh, Handwerkskunst der Adivasi Odishas, Seidenzucht und -herstellung, Naturfarben, Webarbeiten und Stickerei.

## Veranstaltungen

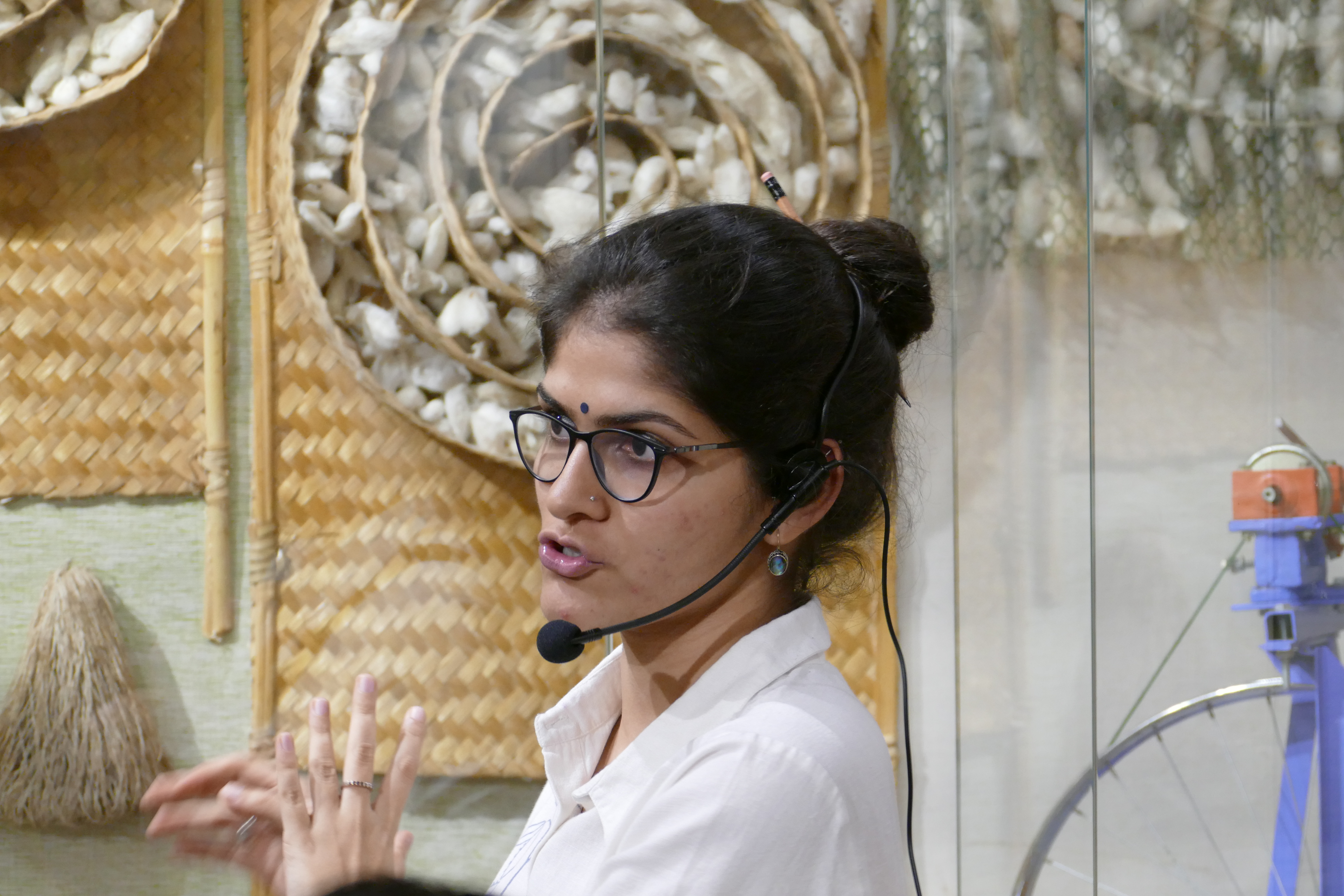
Die Kuratorin des Museums, Saneeya Singh, vor einer Vitrine mit Seidenraupenkokons

Seit Juni 2018 werden im Museum regelmäßig am Wochenende ausführliche geführte Touren durchgeführt, sogenannte Museum walks, bei denen es auch Musikvorführungen und andere kulturelle Highlights gibt. Die Führungen sollen vor allem das Bewusstsein für Geschichte und Kultur Odishas wecken. Das Museum führt auch regelmäßig Workshops in verschiedenen Handwerksdisziplinen wie Töpfern durch.